# Bysantiska inbördeskriget 1341–1347

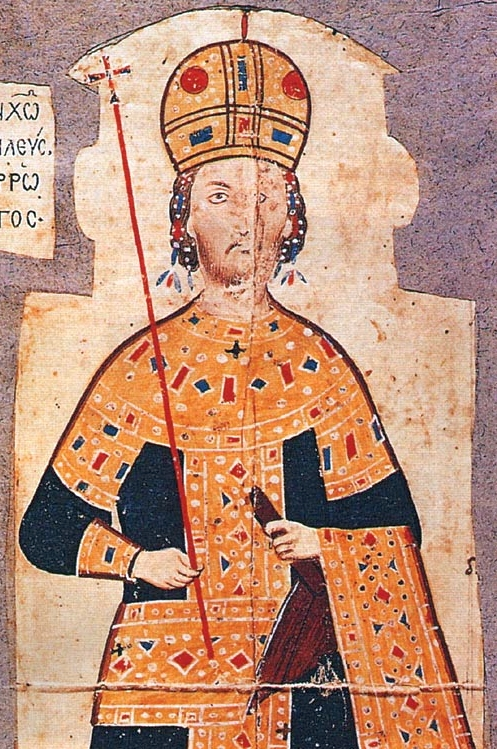
Andronikos III Palaiologos.

Bysantinska inbördeskriget 1341–1347, som emellanåt benämns andra palaiologiska inbördeskriget, var en konflikt som bröt ut i bysantinska riket efter Andronikos III Palaiologos död. Konflikten gällde förmyndarskapet över hans nioårige son och arvinge, Johannes V Palaiologos. Kriget splittrade det bysantinska samhället i klasskonflikter; med aristokratin som stödde huset Kantakouzenos, medan de lägre och medelklasserna stödde regentskapet som företräddes av Anna av Savojen samt patriarken Johannes XIV Kalekas. 
Konsekvenserna av den långvariga konflikten visade sig katastrofala för det bysantinska imperiet. Sju års krigföring, närvaron av plundrande arméer, social oro och digerdöden tillintetgjorde bysantinska riket.